# Borgerliga vapen i Sverige
Med borgerligt vapen avses varje heraldiskt vapen för en fysisk person eller släkt, som inte är furstlig eller adlig. 
I Sverige finns inget offentligt registreringsförfarande för denna typ av vapen, varför registrering endast sker enligt de hävdvunna heraldiska reglerna. Ett antal privata organisationer har åtagit sig att, mot avgift, registrera och offentliggöra vapen för den som så önskar.

## Skandinavisk vapenrulla (SVR)
Skandinavisk vapenrulla påbörjade sitt arbete 1963 och publicerar vapen i en förteckning med samma namn. Nya, gamla, adliga, borgerliga, kommunala med flera vapen publiceras, från Sverige, Norge och Danmark men även Finland. Det större flertalet publicerade vapen har varit nyantagna vapen från Sverige. Initiativtagare var den heraldiske konstnären, filosofie doktor Jan Raneke och Christer Bökwall. Föregångare är bland annat ett par under 1930- och 1950-talen av Arvid Berghman utgivna arbeten. År 1983 tillträdde Tor Flensmarck som redaktör för SVR. Från och med 2011 administreras SVR av Heraldiska sällskapet med Ronny Andersen som redaktör.

## Svenskt vapenregister - Svenska Heraldiska Föreningen
Registret skapades 2006 och påbörjade registrering av vapen hösten 2007. Det drivs av Svenska Heraldiska Föreningen och Heraldiska Samfundet. 
Registret kommer endast att ta emot vapen som följer god heraldisk sed och där vapenrätten kan verifieras. Endast svenska vapen kan registreras, men såväl enskilda personer som föreningar kan anmäla sitt vapen för granskning.
Svenska Heraldiska Föreningen har också en databas, Källan. Här förs alla i Sverige kända vapen in. Källan är indelad i tre kataloger: allmänna vapen (riksvapen, kommunvapen, myndighetsvapen etc), adliga vapen (vapen som förlänats av en monark) och borgerliga vapen (släktvapen, ordensvapen, föreningsvapen etcetera som är självtagna, det vill säga inte har granskats och godkänts av en myndighet). I kategorin borgerliga vapen finns alla typer av vapen, både seriösa och oseriösa och denna förteckning ska på inget vis anses som en registrering av ett vapen, bara ett konstaterande av dess existens och en hjälp till identifiering av okända vapensköldar.

## Gröna Stubben
Gröna stubbens förteckning över ofrälse (borgerliga) släktvapen i Sverige är ett privat initiativ till sammanställning av vapen som är i bruk. Denna förteckning överfördes 2002 till det som sedan skulle bli Källan varför större delen av Gröna Stubbens vapen finns i Källan. 